# 7359 Messier
A 7359 Messier (ideiglenes jelöléssel 1996 BH) a Naprendszer kisbolygóövében található aszteroida. Miloš Tichý fedezte fel 1996. január 16-án.